# Litteris
Litteris. An international critical review of the humanities war der Titel eines altertumswissenschaftlichen Rezensionsorgans, das von 1924 bis 1930 von der Vetenskapssocieteten i Lund herausgegeben wurde. Es veröffentlichte altertumswissenschaftliche Beiträge vornehmlich in englischer Sprache. Zu den Herausgebern zählte (seit 1926) Ulrich von Wilamowitz-Moellendorff, der Ehrenmitglied der Vetenskapssocieteten war.